# Antillostenochrus subcerdoso
Antillostenochrus subcerdoso är en spindeldjursart som beskrevs av Armas och Rolando Teruel 2002. Antillostenochrus subcerdoso ingår i släktet Antillostenochrus och familjen Hubbardiidae. Inga underarter finns listade i Catalogue of Life.